# Omnibus (film)
Pour les articles homonymes, voir Omnibus (homonymie).
Pour plus de détails, voir Fiche technique et Distribution.
Omnibus est un court-métrage français réalisé par Sam Karmann, sorti en 1992. Il a obtenu la Palme d'or du court-métrage, le BAFTA du meilleur court-métrage et l'Oscar du meilleur court métrage en prises de vues réelles.

## Synopsis
En raison d'un changement d'horaires soudain, un homme se retrouve coincé dans un train qui ne dessert pas son arrêt. Il va alors tout faire pour arriver à l'heure afin de ne pas perdre son travail. Entre solidarité et maladresse, les péripéties du pauvre employé ne font que commencer.

## Fiche technique
- Titre : Omnibus
- Réalisation : Sam Karmann
- Scénario : Sam Karmann et Christian Rauth
- Photographie : Daniel Diot
- Musique : Jean Mallet
- Montage : Robert Rongier
- Production déléguée : Anne Bennet
- Pays de production :  France
- Langue originale : français
- Format : couleur — 35 mm — 1,66:1 — son mono
- Genre : comédie
- Durée : 8 minutes
- Date de sortie : 
  - France : mai 1992

## Distribution
- Daniel Rialet : le voyageur en détresse
- Jacques Martial : le contrôleur
- Christian Rauth : le conducteur
- Brigitte Auber : la dame "gentille"
- Patrick Jamain : le voyageur prévenant

## Autour du film
- Film réalisé à bord du train touristique le TPV des Morins (train à petite vitesse) association loi 1901 de Monsieur Charles DANEL.
- Tournage du film entre Boulogne-sur-Mer et Desvres et prises de vues à St-Omer.(Pas-de-Calais)
- Regard critique sur le film : « Le ressort dramatique tient à la situation kafkaïenne puis au compte à rebours comme acmé du suspens qui concentrent notre attention et ménagent d’autant mieux le retournement final. Mais sans doute qu’une des clés de la réussite d’Omnibus tient à ce que cette impeccable mécanique est irriguée par des sentiments, une pâte humaine qui lève peu à peu, suscite les applaudissements des passagers avant de provoquer l’inverse de ce qui était espéré[1].» (Jacques Kermabon)

## Distinctions

### Récompenses
- Festival de Cannes 1992 : Palme d'or du court métrage
- BAFTA 1993 : British Academy Film Award du meilleur court métrage
- Oscars 1993 : Oscar du meilleur court métrage en prises de vues réelles